# یاکوبوس عاوت
 یاکوبوس عاوت (انگلیسی: Jacobus Oud؛ ۹ فوریهٔ ۱۸۹۰ – ۵ آوریل ۱۹۶۳) یک معمار اهل هلند بود.